# Joseph Kamaru
Joseph Kamaru (Kangema, 1939 – Nairobi, 3 ottobre 2018) è stato un musicista keniota.
In passato leader del gruppo musicale dei Kamaru Superstars. Kamaru viene ricordato soprattutto per i suoi successi della fine degli anni sessanta, come Celine, Thina Wa Kamaru e Tugatigitihanio, che innovarono la musica keniota fondendo in modo allora inedito i ritmi di ispirazione cubana del benga (un genere musicale keniota derivato dal soukous) e la tradizione melodica del popolo kikuyu.
Nel 1993 Kamaru è diventato un born again christian e ha mutato radicalmente direzione in campo musicale, dedicandosi esclusivamente al gospel.